# Henrik Gustaf Runemark
Henrik Gustaf Runemark, född 1741, död 20 november 1796 i Stockholm, var en svensk lantmätare, bokförläggare, tecknare och kopparstickare.
Han var son till grosshandlaren i Åbo Henrik Gustaf Runemark och Beata Christina Alstrin och gift första gången med Margareta Christina Holmstedt och andra gången med Hedvig Catarina Wernander. Runemark fick 1776 privilegium att utöka sin bokhandelsrörelse till att även ge ut nya böcker. Han utgav 1787 en vägvisare genom Stockholm och dess malmar som räknas som stadens första adresskalender. Som konstnär utförde han en del porträtt bland annat av Petrus Nensén som numera ingår i Kungliga bibliotekets samling.  